# Semiothisa conjugata
Semiothisa conjugata là một loài bướm đêm trong họ Geometridae.